# Beverly Hills-i esküvő (film)
A Beverly Hills-i esküvő (eredeti cím: Beverly Hills Wedding) 2021-ben bemutatott kanadai romantikus televíziófilm 	Paul Ziller rendezésében. A főszerepben Brooke D'Orsay, Brendan Penny, Emma Johnson és Ben Sullivan látható.
Egy profi fotós megnyeri húgának a minden költséget magában foglaló álomesküvőt, amelynek helyszíne Beverly Hills.

## Cselekmény
Jordan + Sofia gyerekkori szerelmesek voltak, Cory + Molly fiatalkori szerelmesek, de Cory és Molly eltávolodtak egymástól, amikor Cory búcsú nélkül külföldre ment dolgozni. 
Jordan és Sofia már gyerekkorukban barátok voltak, és az évek során még közelebb kerültek egymáshoz. 
A történet elején eljegyzik egymást. Molly, aki kisvárosi, profi esküvői fotós és Sofia nővére, felajánlja, hogy szívesen lesz az esküvőszervezőjük.
Molly tudja, hogy Sofia és Jordan szűkös költségvetéssel rendelkeznek, ezért eleinte mindannyian a házban és a kertben megvalósítható esküvőben gondolkodnak. Molly azonban valami nagyobb szabásúra vágyik, ezért benevezi őket egy ingyenes esküvői versenyre Beverly Hillsben, amit meg is nyer, amelyet a „sztáresküvők szervezője”, Terrence Roquefort rendezett.
Ezzel egy ingyenes utat is nyer a négyes Beverly Hillsbe. Az esküvőt és az előkészületeket is filmre veszi a cég, ami az összes költséget állja, mivel az számukra a szponzorokon keresztül reklámbevételt jelent. Az esküvő tervezett dátuma Valentin-nap, ami csak 6 hét múlva lesz. 
Minden tökéletesnek tűnik, de amikor a sztárszervező sorra leszólja a jegyespár javaslatait, például az ételekre, italokra, virágokra, ruhákra, meghívókra, stb. vonatkozóan, mert azokat „túl egyszerű”-nek és „póriasnak” nevezi, a párnak egyre kevésbé tetszenek a szervező új tervei. 
Lassan Molly is belátja, hogy a párhoz nem illő stílus csak neki tetszett, és az esküvő elsősorban nem róla szól. Bár a szervezővel sikerül nyélbe ütnie egy saját fotós kiállítást, amelyen majd bemutathatja a fényképeit, sajnálattal, de lemondják a megnyert esküvőt és hazautaznak.  
Azonban nem válnak el haraggal tőle, és a szervezést otthon, házi körülmények között, kis költségvetéssel folytatják tovább. A sztárszervezőnek és a párjának is megtetszenek a közben készült fényképek, és különösen megnyerő számukra az a házi lekvár, amit Sofia és Jordan még az első találkozáskor átadott neki.
A sztárszervező belátja tévedését, és odautazik hozzájuk, továbbra is vállalja az otthonukban tartandó esküvőjük megszervezését, és továbbra is áll minden költséget.

## Szereplők
| Szerep                   | Színész          | Magyar hang    |
| ------------------------ | ---------------- | -------------- |
| Molly, profi fotós       | Brooke D'Orsay   | Kelemen Kata   |
| Cory, Molly volt barátja | Brendan Penny    | Szabó Máté     |
| Sophia, Molly húga       | Emma Johnson     | Horváth Lili   |
| Jordan, Sophia vőlegénye | Ben Sullivan     | Magyar Bálint  |
| Terrence                 | Matthew MacCaull | Dolmány Attila |
| Chloe                    | Aadila Dosani    | Erdős Borcsa   |
| Kendall                  | Donald Heng      | Molnár Levente |
| Bea néni                 | Dolores Drake    | Zsurzs Kati    |
| Alex Machardy            | Jan Bos          | Jakab Csaba    |
| Dave Cronin              | Milo Shandel     | N/A            |